# Artaz
Artaz fou un districte del nord-est de Baspracània, la capital del qual fou Maku.Limitava al nord amb el Kogovit i el Masiatsun; a l'est amb el riu Artaxes que el separava del districte de Nakhjavan (Nakhichevan); al sud amb el Djuash; i a l'oest, amb el Mardastan i el Thornavan. El formava la vall del riu Tghmut.
Artaz va ser originalment un Antic domini de la família príncep d'Amatuni, amb el seu centre al castell de Shavarshan (més tard Maku)

## Referències

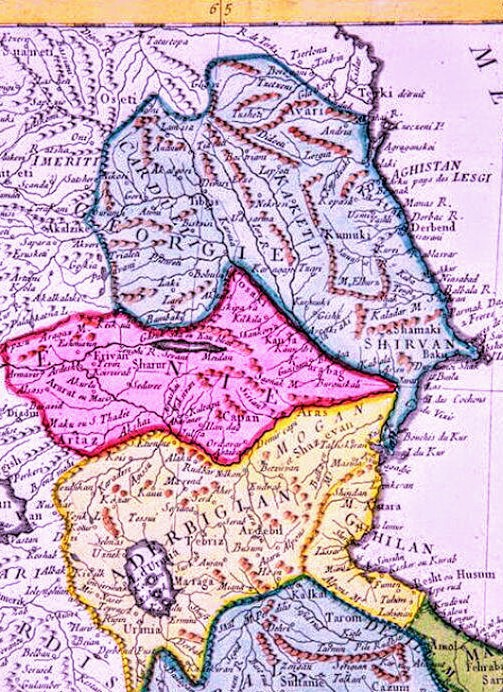
Artaz al segle XVIII

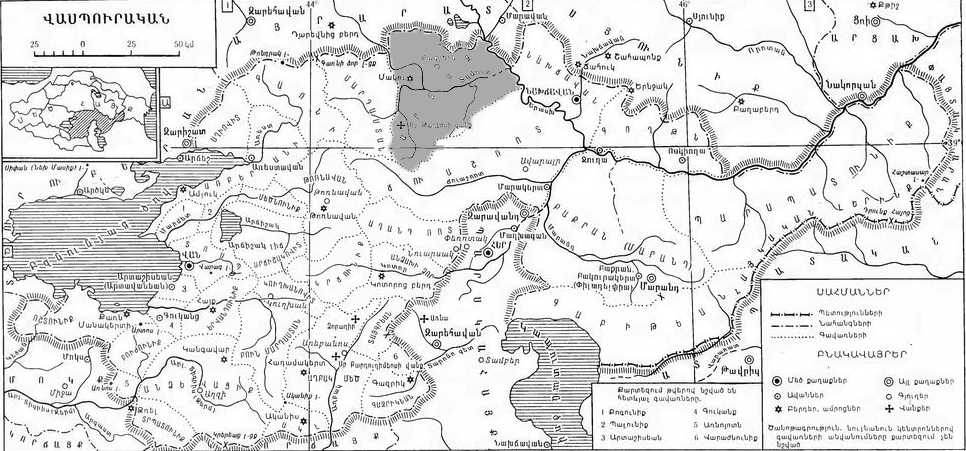
Artaz